# Ayuntamiento de Cuéllar
El Ayuntamiento de Cuéllar es la institución que se encarga del gobierno del municipio de Cuéllar, perteneciente a la provincia de Segovia, (Castilla y León, España).
El consistorio está presidido por el alcalde-presidente de Cuéllar que, desde 1979, es elegido democráticamente por sufragio universal. Actualmente ostenta dicho cargo Carlos Fraile, del PSOE, en coalición con Izquierda Unida, siendo las dos concejales de esta formación Lucía Arranz y Jonás Suárez.
El ayuntamiento tiene sede en la casa consistorial de Cuéllar, un edificio ubicado en el número 1 de la plaza Mayor del municipio.

## Alcaldes
| Periodo   | Nombre                          | Partido                                  |
| --------- | ------------------------------- | ---------------------------------------- |
| 1979-1983 | Luis Zarzuela González          | Unión de Centro Democrático (UCD)        |
| 1983-1987 | Felipe Suárez Pérez             | Partido Demócrata Popular (PDP)          |
| 1987-1991 | Felipe Suárez Pérez             | Partido Demócrata Popular (PDP)          |
| 1991-1995 | Mariano Molinero Senovilla      | Partido Popular (PP)                     |
| 1995-1999 | Octavio Cantalejo               | Partido Socialista Obrero Español (PSOE) |
| 1999-2003 | Octavio Cantalejo               | Partido Socialista Obrero Español (PSOE) |
| 2003-2007 | María Luisa González San Miguel | Partido Socialista Obrero Español (PSOE) |
| 2007-2011 | Jesús García Pastor             | Partido Popular (PP)                     |
| 2011-2015 | Jesús García Pastor             | Partido Popular (PP)                     |
| 2015-2019 | Jesús García Pastor             | Partido Popular (PP)                     |
| 2019-2023 | Carlos Fraile de Benito         | Partido Socialista Obrero Español (PSOE) |
| 2023-act. | Carlos Fraile de Benito         | Partido Socialista Obrero Español (PSOE) |

## Resultados electorales
| Partido político                         | 2023  | 2023  | 2023       | 2019  | 2019  | 2019       | 2015  | 2015  | 2015       | 2011  | 2011  | 2011       | 2007  | 2007  | 2007       |
| Partido político                         | Votos | %     | Concejales | Votos | %     | Concejales | Votos | %     | Concejales | Votos | %     | Concejales | Votos | %     | Concejales |
| Partido Popular (PP)                     | 1 964 | 42,46 | 6          | 1 202 | 23,83 | 3          | 2 194 | 46,65 | 7          | 3 007 | 58,73 | 8          | 3 403 | 61,63 | 9          |
| Partido Socialista Obrero Español (PSOE) | 1 529 | 33,05 | 5          | 1 659 | 32,89 | 5          | 1 277 | 27,15 | 4          | 1 153 | 22,52 | 3          | 1 205 | 21,82 | 3          |
| Izquierda Unida (IU)                     | 639   | 13,81 | 2          | 941   | 18,65 | 2          | 924   | 19,65 | 2          | 837   | 16,35 | 2          | 686   | 12,42 | 1          |
| Ciudadanos (CS)                          | 132   | 2,85  | 0          | 765   | 15,16 | 2          | 212   | 4,51  | 0          | —     | —     | —          | —     | —     | —          |
| Centrados                                | 129   | 2,78  | 0          | 380   | 7,53  | 1          | —     | —     | —          | —     | —     | —          | —     | —     | —          |

## Evolución de la deuda viva municipal
El concepto de deuda viva contempla sólo las deudas con cajas y bancos relativas a créditos financieros, valores de renta fija y préstamos o créditos transferidos a terceros, excluyéndose, por tanto, la deuda comercial.
| Gráfica de evolución de la deuda viva del Ayuntamiento entre 2008 y 2023                          |
|                                                                                                   |
| Deuda viva del Ayuntamiento de Cuéllar, en miles de euros, según datos del Ministerio de Hacienda |